# A Small Boy and Others
A Small Boy and Others (em português, Um menino pequeno e outros) é uma autobiografia publicada por Henry James em 1913. O livro trata dos anos de juventude de James, de sua família intelectualmente ativa, de seus estudos escolares intermitentes e de suas primeiras viagens à Europa.